# Pablo Sciuto
Pablo Fernando Sciuto Silva (Montevideo, 12 de mayo de 1979) es un cantautor, compositor, productor, poeta y videoartista uruguayo. 

## Biografía
Nació en Montevideo, Uruguay y reside en Madrid (España) desde 2000.
Sus inicios fueron en Montevideo en 1995, donde participó en varias bandas como Escape (hard rock), Luz del Alba (pop, fusión) junto a su amigo Javier Gras, con la cual interpretaban versiones de Eduardo Mateo en salas pequeñas. En1997 comienza su carrera solista, con pequeñas intervenciones en el Hot Club de Montevideo, compartiendo escenario con artistas como Erika Herrera, Leo Anselmi, Fernando Henry, entre otros. En 1998 da el salto a Buenos Aires, participando en conciertos en varias salas del circuito porteño.
Ha actuado y colaborado con artistas como Machi Rufino, Leo Minax, Jorge Drexler, Pablo Guerrero, Ana Prada, Gustavo Pena "Príncipe", Jorge Barral, Rita Tavares, Tancredo, Habana Abierta, Daniel Drexler, Gabriela Torres, Carlos Chaouen, Pippo Spera, Tontxu, Mercedes Ferrer, Jorge Galemire, Samantha Navarro, Cristina Narea, Javier Paxariño, Jorge Barral, La Tercera República, Cristian Navarra, Adrián Sepiurca, Daniel Drexler, Alex Ferreira, Nono García, Pedro Moreno, Evaldo Robson, Abba Suso, entre otros.
En su estudio de Madrid experimenta con diversos instrumentos, en una rica combinación entre electrónica y acústica. Sus letras están influenciadas por la metafísica, la ciencia ficción y la astronomía de la que es un gran aficionado. Ha incursionado en varios géneros musicales, desde el jazz, bossa nova, candombe, folk, funk, pop, electrónica, etc.
Es muy frecuente verlo en salas del circuito madrileño como Libertad 8, Clamores, Galileo, y en otras ciudades de España, donde se presenta con su banda habitual y en formato solista donde ejecuta samples y loops en tiempo real como multinstrumentista, también es conocido en su faceta de VJ como residente o en actuaciones como las de la soprano Pilar Jurado, Leo Minax, etc.
Su música es muy apreciada en países como Argentina, Uruguay, México y China, en este último sus canciones han sido difundidas de forma masiva. Ha actuado tanto en festivales como en clubes de varios países, entre ellos, Uruguay, Argentina, Brasil, Chile, España, Italia, Portugal, Francia.
En el año 2009 crea su nueva formación, "Astrónomos Urbanos", por ella ya han pasado reputados músicos de varios países como Fabián Miodownik (Batería, Uruguay), Carlos Maeso (Bajo, España), Sebastián Crudeli (Piano, Argentina), Matías Nuñez (Bajo, Argentina), Álvaro Genta Cubas (Guitarra, Uruguay), Olmo Sosa (Guitarra, Argentina), Adrián Carrio (Piano, España), Ernesto Espinoza (Violín, Chile), Martín Muollo (Bajo, Argentina), Ignacio Rodríguez (Batería, Argentina), Edgar Vero (Piano, Cuba), Martin Livingstone (Violín, Irlanda).
También en el año 2009 funda su sello discográfico independiente Hipnótica Records, donde da cabida a sus trabajos como al de otros artistas internacionales que produce a nivel artístico.
En noviembre de 2011 graba su álbum más introspectivo hasta el momento, "Las Ideas del Aire". Grabado en directo sin tomas adicionales en Estudio Brasil de Madrid por Javier Ortiz. También se registra el directo en video, dirigido por el director de fotografía argentino Gabriel di Martino.
Su álbum "La Piel y la Huella" editado en el año 2014 está dedicado a la memoria de Gustavo Pena "El Príncipe" y Luis Alberto Spinetta.
En 2014 debido a un encuentro inesperado, conoce al músico anglo mallorquín Steven Munar, con el que surge una gran química musical y forman el grupo de folk-rock sesentero y setentero Laurel Street en honor a una de las calles donde vivió Pablo. Laurel Street tiene la particularidad de ser el primer grupo de Pablo Sciuto con canciones cantadas solo en el idioma inglés. Su primer EP "Laurel Street" es editado por el sello catalán Producciones Acaraperro del prestigioso periodista musical español Eduardo Izquierdo. Con este grupo logran importantes portadas en medios reconocidos como Rolling Stone, Mondo Sonoro, Ruta 66, entre otros.
En el año 2013 funda su propio estudio, llamado Casa Sonora y situado en pleno centro de Madrid, dónde se dedica a la producción de otros artistas que son editados bajo su sello independiente Hipnótica Records.
Como productor artístico e ingeniero de sonido ha trabajado para diversos artistas de diversas partes del mundo: Gustavo Pena "Príncipe" (Uruguay), Leo Minax (Brasil), Laurel Street (España), JP Would (Reino Unido), Alfredo Padilla (Argentina), Paula de Alba (España), Diego Mattarucco (Argentina), Pedro Moreno (Brasil), Tontxu (España), Javier Álvarez (España), Titi Cundekas'on (Venezuela), Ernesto Espinoza (Chile), Javi Martín (España), Manuel Cuesta (España), Orlis Pineda (Cuba), Cristian Navarra (Argentina), Muerdo (España), Luis Pastor (España), Lourdes Guerra (España), Adrián Sepiurca (Argentina), Martin Bruhn (Argentina), Duende Josele (España), Nakash Aziz (India), entre otros.
Ha fundado numerosas formaciones centradas en la fusión y la world music, entre ellas destacan, Acordes del Sur, Entre Bossas, Malvín y últimamente sigue en activo con el grupo de fusión Batida Sonora con integrantes de Brasil, Uruguay e Italia. En el año 2017 forma junto al fotógrafo, bajista y cantante argentino Sebastián Cocucci (La Nueva Carne) el grupo Humo, una propuesta de electrónica, cabaret, tango, glam y punk rock, actuando en diversas salas y festivales para grandes audiencias.
Otra de sus facetas como artista, es la realización de videoclips y el diseño de las portadas para sus álbumes y las de otros artistas.
Es miembro y jurado de los Premios Grammy Latinos.
En marzo de 2012 organiza un homenaje en Madrid a su admirado Luis Alberto Spinetta, "Luz de la Manzana". En el mismo, además de Pablo participan artistas como, Mercedes Ferrer, Cristina Narea, La Tercera República, Adrián Sepiurca, Raúl Chevalier, entre otros.
En agosto de 2016 lanza al mercado el sencillo y videoclip de la canción "Dinámica Fluvial" dedicada al roquero argentino y gran influencia personal Gustavo Cerati, esta canción se encuentra dentro del disco de colaboraciones y rarezas Variadas Emociones (Hipnótica, 2016).
En el año 2000 gana el premio AMI, el jurado estaba compuesto por Manolo Tena, Paco Ortega, Marilia Andrés Casares (Ella Baila sola), Cristina del Valle, entre otros artistas.
La película "La Isla" del director italiano Marco Ferraris es ganadora en la categoría de cine experimental del festival Ibiza Cine Fest, donde Pablo Sciuto es el encargado de la posproducción de sonido junto al músico italiano Jacopo Brollo.

## Discografía
- Citylandia (Laberinto Records, 1998)
- La Llave del Cielo (Laberinto Records, 2000)
- Tres Corazones (Bommerang Discos, 2004)
- On (Hipnótica, 2009)
- On Edición Especial (Hipnótica, 2010)
- Huella sin Fin EP (Hipnótica, 2011)
- Las Ideas del Aire (Hipnótica, 2011)
- Planeta Casa (Hipnótica, 2012)
- El Gran Diseño EP (Hipnótica, 2013)
- La Piel y la Huella (Hipnótica, 2014)
- Variadas Emociones (Hipnótica, 2016)
- Fronteras (En vivo) (Hipnótica, 2018)
- La Pausa de los Ojos (Hipnótica, 2019)
- De Montevideo a La Habana (Junto al cantautor cubano Ismael de la Torre) (Hipnótica, 2020)
- Toque a su Riesgo (Hipnótica, 2023)

### Sencillos
- El aire en que habito (Hipnótica, 2025)
- El Culpable (Hipnótica, 2021)
- El tatuaje del momento (Hipnótica, 2020)
- El virus de la ignorancia (Hipnótica, 2020)
- Montevideo Swing (Hipnótica, 2020)
- Postales de Cristal (Hipnótica, 2020)
- Acariciando Cádiz (Hipnótica, 2020)
- La Fragilidad del Tiempo (Hipnótica, 2019)
- La Brevedad Glacial, Feat: Machi Rufino, (Hipnótica, 2019)
- Horizonte de Sucesos (Hipnótica, 2019)
- Canción Azul (Hipnótica, 2019)
- Cataclismo (Hipnótica, 2018)
- Le Llaman Tierra (Hipnótica, 2017)
- Dinámica Fluvial (Hipnótica, 2016)

### Otros proyectos
- Texturas del alma (audiolibro de poesía de Pablo Sciuto, música original Martín Lemos, 2020)
- Laurel Street - Laurel Street (Hipnótica, Producciones Acaraperro, 2014)

### Compilados
- Cantigas de mayo de 2003 (con Chavela Vargas y otros artistas)
- Cantigas de mayo de 2005 (con Quimi Portet y otros artistas)

### Como Productor, ingeniero y arreglista
- Jorge Burgos - Consciente (2021) Producción artística, guitarra acústica, coros, mezcla y mastering.
- Ismael de la Torre - 500 Habanas (2020) - Producción ejecutiva, mezcla y mastering.
- La Cuerda Floja - Cumbia sin modales (2019) - Producción artística, mezcla y mastering.
- La Cuerda Floja - No cuento (2019) - Producción artística e ingeniería.
- Sinsinati - Cuando éramos dos (2018) - Producción artística e ingeniería.
- Mattblú - Luciérnagas Cara B (2018) - Guitarra acústica, guitarra de 12 cuerdas, ingeniería, mezcla y mastering en Que Arda el Olimpo, Corazón Azul y Puentes en Marte.
- Ingrid Da - Silent Spy (2017) - Producción artística, guitarra acústica, guitarra eléctrica, guitarra 12 cuerdas, bajo, coros, lap steel, armónica, percusión, programaciones, hammond, sintetizadores, efectos y ambientes.
- Jorge Flaco Barral - UyyyUyUy (2016) - Coros.
- Orlis Pineda - Baracoa yo te canto (2016) - Coros. Ingeniero de grabación y mastering analógico.
- Alexandra Gavrila – Air (2016) - Producción artística, arreglista, guitarrista, ingeniero de grabación, mezcla y mastering.
- Muerdo - Viento Sur (2016) - Ingeniero de grabación, percusiones de Martín Bruhn y violines.
- Abba Suso - King Dragon (2015) - Mastering analógico.
- Duende Josele - La Semilla (2015) - Coros en el tema Positivo. Ingeniero de grabación.
- Desinstrumentados - Varios Artistas (2015) - Mastering analógico.
- Orlis Pineda - Revolucionando (2015) - Producción artística, guitarras, coros y efectos.
- Sepiurca Zukin - Re Yo (2015) - Grabación guitarra de 12 cuerdas en Re Yo. Ingeniero de grabación.
- Steen Rasmusen Quinteto - Presença (feat. Paulo Braga, Leo Minax y Joyce) (2015) - Ingeniero de grabación de guitarra española en Melankolia.
- Diego Mattarucco - Musiloquios (2015) - Producción artística, guitarras, coros y programaciones.
- Alfredo Padilla - Confesiones Salvajes (2015) - Producción artística, guitarras, coros, lap steel, efectos y ambientes.
- Paula de Alba - Distancias Cortas (2015) - Producción artística, guitarras, coros y sintetizadores.
- JP Would - Basement Letters (2015) - Guitarra de 12 cuerdas, ingeniero de grabación, mezcla y mastering.
- Laurel Street - Laurel Street (2014) - Producción artística, guitarras y coros.
- Titi Cundekas'on - Crudo (2014) - Guitarras y coros.
- Cristian Navarra - Besos a la Sombra (2013) - Arreglo de la introducción del tema Besos a la sombra.
- Ernesto Espinoza - Nos Atañe (2013) - Producción artística, guitarras, lap steel y coros.
- Manuel Cuesta - La Vida Secreta de Peter Parker (2009) - Coros.
- Javi Martín - Nunca es Tarde (2005) - Producción artística, armónica, guitarras, coros y programaciones.
- Autobombo (Gustavo Pena Casa Nova "El Príncipe") (1999) - Grabación y coros en Hush.

## Videoclips
- El aire en que habito (canción del sencillo "El aire en que habito". Dirección: Ojo Binario Studio. Hipnótica Records
- El Culpable (canción del sencillo "El Culpable". Grabado en Cádiz, España. Hipnótica
- Grietas (canción incluida en "La pausa de los ojos". Grabado en Madrid, España. Hipnótica Producciones. Dirección: Pablo Sciuto. Dirección de fotografía: Mercedes Cubas y Pablo Sciuto.)
- Acariciando Cádiz (canción del sencillo "Acariciando Cádiz". Grabado en Cádiz, España. Hipnótica Producciones. Dirección: Pablo Sciuto. Dirección de fotografía: Mercedes Cubas y Pablo Sciuto.)
- Postales de Cristal. (canción del sencillo "Postales de Cristal". Grabado en Kimono Estudio, Buenos Aires, Argentina. Hipnótica Producciones. Dirección de fotografía: Mercedes Cubas.)
- La Brevedad Glacial (Feat. Machi Rufino. Hipnótica Producciones. Dirección: Pablo Sciuto. Dirección de fotografía: Mercedes Cubas y Pablo Sciuto.)
- Horizonte de Sucesos (canción del sencillo "Canción Azul". Grabado en París, Francia. Hipnótica Producciones. Dirección: Pablo Sciuto. Dirección de fotografía: Mercedes Cubas y Pablo Sciuto.)
- Canción Azul (canción del sencillo "Canción Azul". Grabado en París, Francia. Hipnótica Producciones. Dirección: Pablo Sciuto. Dirección de fotografía: Mercedes Cubas y Pablo Sciuto.)
- Cataclismo (canción del sencillo "Cataclismo". Hipnótica Producciones. Dirección: Pablo Sciuto. Dirección de fotografía: Mercedes Cubas.)
- Botero (canción incluida en "Fronteras". Hipnótica Producciones. Dirección: Pablo Sciuto)
- Dinámica Fluvial (canción incluida en "Variadas emociones". Hipnótica Producciones. Dirección: Mercedes Cubas.)
- Bajo el mismo sol (canción incluida en "La piel y la huella". Hipnótica Producciones.)
- Podrás (canción incluida en "El gran diseño EP". Hipnótica Producciones y Casa Sonora.)
- Planeta Casa (canción incluida en "Planeta casa". Dirección de Pablo Sciuto para Estudio Cranearte.)
- Huella Sin Fin (canción incluida en "Planeta casa". Dirección de Montaña Pulido y Pablo Sciuto para Estudio Cranearte.)
- Extraño Método de Amar (canción incluida en "On". Dirección de Danilo Lavigne y César Sodero. Seremos tan Felices Producciones.)
- 7 AM (canción incluida en "Las ideas del aire. Dirección de Pablo Sciuto para Estudio Cranearte)
- Más (canción incluida en "Las ideas del aire". Dirección de Pablo Sciuto para Estudio Cranearte)
- Vidrio Roto (canción incluida en "Huella sin fin EP". Dirección de Javier Sánchez Salcedo)
- Sincronizados (canción incluida en "Las ideas del aire". Dirección de Danilo Lavigne.)
- Paisaje (canción incluida en "On". Hipnótica Producciones.)
- Nace (canción incluida en "On". Hipnótica Producciones.)
- Tiempo (canción incluida en "On". Hipnótica Producciones.)

## Cine, teatro y publicidad
- Room for Rent. Año: 2017. Director: Fernando Simarro. Empresa: Halloween Films. Elenco: La China Patino, Silvia Casanova y Fernando Colomo. Formato: Corto. Labores: Creación de ambientes, modelado de audio y efectos especiales.
- La isla. Año: 2016 Director: Marco Ferraris. Formato: Cine Expermiental. Labores: Creación de ambientes, modelado de audio y efectos especiales.
- Algo bueno se despierta. Año: 2015 Empresa: IKEA Ibérica Formato: Publicidad. Labores: Producción artística, mezcla y mastering.
- Led, Led, Led. Año: 2014 Empresa: IKEA Ibérica Formato: Publicidad. Labores: Composición de música original y producción artística.
- Ni hombres, ni hembras, hambres. Año: 2015 Director: Diego Mattarucco y Pablo Sciuto Escrita por Diego Mattarucco, Formato: Teatro. Labores: Producción artística, dirección, música original y videoarte.
- La Higuera (Los últimos días del Che Guevara). Año: 2019 Director: Hugo Nieto, Escrita por Mario Paoletti, Formato: Teatro. Labores: Actuación, recitado poético sobre la obra de Mario Benedetti y composición musical.